# Astrauszczyna
Astrauszczyna (biał. Астраўшчына; ros. Островщина) – wieś na Białorusi, w obwodzie mohylewskim, w rejonie mohylewskim, w sielsowiecie Siemukaczy, nad Arlanką.